# تیم ملی والیبال زنان آلمان شرقی
تیم ملی والیبال زنان آلمان شرقی (انگلیسی: East Germany women's national volleyball team) تیم ملی والیبال مختص زنان اهل آلمان شرقی بود که به عنوان نماینده آلمان شرقی در رقابت‌های رسمی و دوستانه با حریفان به رقابت می‌پرداخت.